# 同志社大学設立の旨意
同志社大学設立の旨意（どうししゃだいがくせつりつのしい）は、1888年（明治21年）同志社英学校の創設者である新島襄が徳富蘇峰に資料提供を行い、意見交換をしながら蘇峰が起草した。
徳富蘇峰は自身の経営する民友社の『国民之友』をはじめ日本全国の主要新聞、雑誌において日本初となる私立大学設立への協力を訴えた。
前半で同志社諸学校開設に至る経緯を、後半で今なぜその上に大学が必要なのか、いかなる大学であるべきかを論じている。当時、大学と呼ばれるものは官立の帝国大学のみであり、新島はそれに抗して全国の賛同する民間人による自発的結社という新しい組織原理によって大学を創ろうとした。「同志社」とは『志を同じくする個人の約束による結社』を意味しており、新島の理念を表している。
なお、同志社という名前を考え出したのは新島襄ではなく山本覚馬であった。また大学設立運動を行う際も「明治専門学校」などの名前が考えられたが、「寧ろ当初から大きく同志社大学と持ち出した方が宜からん」と訴えたのは徳富蘇峰であった。

## 参考
- 「同志社大学設立の旨意」を読み解く- キリスト教文化センター「同志社大学神学部教授 原誠」